# Thunderstrike (Eric Masterson)
Eric Masterson es un personaje ficticio, un superhéroe que aparece en los cómics estadounidenses publicados por Marvel Comics. El personaje ha aparecido como Thor y luego Thunderstrike. El personaje fue presentado como un personaje secundario en el título de Thor, pero continuó en varios otros cómics, incluida la serie homónima Thunderstrike en 1993. Las interpretaciones posteriores de Thunderstrike aparecerían en las historias de MC2 y Heroic Age de Marvel Comics, presentando al hijo del personaje como el héroe.

## Historial de publicaciones
Eric Masterson apareció por primera vez en Thor # 391, como personaje secundario. Thor # 408 presentó la fusión del personaje Eric Masterson con Thor, Masterson siendo utilizado como el alter ego del Dios del Trueno hasta el número 432. Thor # 432 presentó al personaje asumiendo el papel de Thor y apareciendo como el personaje principal hasta Thor # 459.
Después de Thor # 459, Masterson fue presentado como "Thunderstrike" en la serie homónima que comenzó en junio de 1993. La serie duró aproximadamente dos años. Thunderstrike tuvo 24 números, la serie se canceló en septiembre de 1995. El creador Tom DeFalco ha afirmado a menudo que el libro superó a Thor y The Avengers combinados en el momento de su cancelación; aunque se ha demostrado que esto es extremadamente improbable. Masterson también apareció en la miniserie Thor Corps como Thunderstrike, y apareció como estrella invitada en la serie Thor.
El personaje apareció en los Vengadores desde el número # 343 hasta el número # 374, y la serie crossover Operation: Galactic Storm. Masterson también apareció en la miniserie Guantelete del Infinito y Guerra del Infinito. Fuera de las muchas apariciones en Thor y Avengers, Thunderstrike se utilizó para lanzar una serie en curso Blackwulf, y una serie limitada Código: Azul.
Se anunció que el personaje de Thunderstrike regresaría en una nueva miniserie por los cocreadores Tom DeFalco y Ron Frenz en noviembre de 2010. Las promociones que condujeron al evento comenzaron en agosto representando a la maza que decía "Uno se levantará..." y "El mundo todavía necesita héroes". Finalmente, la nueva miniserie Thunderstrike presentó al hijo de Eric Masterson, Kevin, en el papel que una vez estuvo habitado por su padre.

## Biografía del personaje ficticio

### Primer encuentro
Eric Kevin Masterson trabajaba como arquitecto cuando conoció a Thor. Masterson resultó herido por la caída de las vigas y Thor lo llevó al hospital. Ahora con muletas, Masterson fue atacado por Quicksand, pero Thor lo salvó. Masterson fue secuestrado por Mangosta. Masterson acompañó a Thor a la Galaxia Negra, donde conoció a Hércules. Masterson, herido de muerte por Mongoose, recibió la forma y los poderes de Thor después de que el original fuera sellado en la mente de Eric, por Odin, para salvar la vida de Eric. Reconociendo que su nueva vida como Thor era demasiado peligrosa para un niño, Masterson cedió la custodia de su hijo Kevin a su exesposa Marcy, razonando que Kevin estaría más seguro con ella, incluso si ella era relativamente ambivalente sobre su papel como madre. Masterson fue separado de Thor por el Celestial Rojo. Poco después, Masterson salvó la vida de Thor y se fusionó con él nuevamente. El hijo de Masterson, Kevin, fue capturado por Ulik para Loki. Thor liberó a Kevin y aparentemente mató a Loki en la batalla. Heimdall separó a Thor de Masterson, luego desterró a Thor y transformó a Masterson en un nuevo Thor. Luego se encontró con la Encantadora como Leena Moran, y luchó contra Ulik.

### Sustituto de Thor
Eric continuó en el papel de Thor, después de que Thor le había dado Mjolnir, quien luego le dijo a Eric que continuara como protector de la Tierra. Eric luego regresó a la Tierra y se unió a los Vengadores en lugar de Thor. Masterson reveló su doble identidad al Capitán América. Luego visitó Asgard por primera vez, donde luchó contra los Tres Guerreros, Balder, Heimdall y Sif, mientras intentaba descubrir el paradero del verdadero Thor. Masterson luego ayudó a rescatar al Odin dormido de Annihilus. Se asoció con Beta Ray Bill y Dargo Ktor como el "Thor Corps" contra Zarrko y Loki. Durante su tiempo con los Vengadores como Thor, Masterson los ayudó en batallas como la guerra Kree / Shi'ar y la crisis del Guantelete del Infinito, siendo uno de los tres héroes al final de esa batalla para recordar el confrontación completa (los otros dos son Doctor Strange y Silver Surfer) ya que fue testigo breve del alma de Warlock durante la pelea.

### Nace Thunderstrike
El papel de Eric como Thor fue relativamente breve, ya que la hechicera manipuló a Eric para atacar a Thor por el afecto de Sif. Durante una confrontación con Thor, Eric golpeó a Sif. Esto provocó a Thor, lo que lo llevó a derrotar a Eric y reclamar a Mjolnir mientras Odín revelaba las manipulaciones de la Encantadora. Odin ordenó la creación de una nueva maza para Eric, llamada Thunderstrike.
Eric utilizó por primera vez la maza Thunderstrike contra los villanos Bloodaxe y Carjack, pero fue derrotado rápidamente. Luego, Eric creó su propio traje para distinguirse de Thor, manteniendo intacta la reputación de Thor. Eric se renombró a sí mismo Thunderstrike, en honor a la maza misma, operando como aventurero y luchador contra el crimen. Finalmente Eric derrotó a Bloodaxe, solo para descubrir que Bloodaxe era en realidad Jackie Lukus, su actual interés amoroso.

### Conflictos finales y muerte
Después de una confrontación con Seth, el dios egipcio de la muerte, Eric se dio cuenta de que la única forma de derrotarlo era sucumbir a la maldición contenida con el Bloodaxe y aumentar su fuerza. Después de su supuesta muerte de Seth, Eric fue confrontado por los Vengadores, quienes intentaron arrestarlo por asesinato. En cambio, Masterson derrotó a los Vengadores, y Thor lo enfrentó. Eric le suplicó a Thor que lo matara para evitar que la maldición del hacha lo bloqueara por completo. Pero Eric finalmente se vio obligado a luchar contra el Bloodaxe inconscientemente, lo que se manifestó en la mente de Eric en forma de Skurge. Eric finalmente derrotó al duplicado Skurge, causando una reacción psíquica que lo mató y destruyó las dos armas. Reclamando eso, Valhalla no estaba donde pertenecía, Eric fue enviado al más allá por Odin.

### Regresa desde y hacia los muertos
Eric fue resucitado temporalmente por el Segador varios años después, junto con varios otros Vengadores fallecidos. Después de superar el control del Segador, él y los otros Vengadores no muertos fueron devueltos a la otra vida por la Bruja Escarlata. Antes de regresar al más allá, Eric le pidió a Thor que revisara a su hijo Kevin por él.

### Sucesor
La maza Thunderstrike de Eric (revelada por haber sido reparada por Thor y dejada bajo custodia de los Vengadores) finalmente fue entregada por el Comandante Steve Rogers a Kevin Masterson, quien se convirtió en el nuevo Thunderstrike y sucedió a su propio padre en el uso de esa identidad.

## Poderes y habilidades
Las habilidades de Eric se derivan de la maza encantada Thunderstrike, hecha de místico uru metal, que es casi indestructible, creada por los enanos asgardianos Brokk y Eitri, y Odin les da los siguientes encantamientos:
- Estampar la maza revierte Thunderstrike a la forma humana mortal de Eric, vestido con la ropa que usó por última vez en esa forma, con cualquier daño físico completamente curado, con la excepción de ciertos hechizos místicos como la Marca de la Muerte de Seth, mientras que la maza Thunderstrike se transforma en un bastón de madera Al estampar su bastón en el suelo, Eric Masterson se transforma de nuevo en su forma sobrehumana, barbudo, bigotudo y vestido con el atuendo de Thunderstrike, mientras el bastón vuelve a ser la maza.
- La maza en sí se puede lanzar a grandes distancias y volver al punto desde el que se arrojó. Al tirar la maza y agarrar la correa, Thunderstrike puede volar. (Sin embargo, el cómic enfatiza que Thunderstrike's es mucho más rocoso y menos estable que el vuelo de Thor). Puede usar la maza para disparar poderosas explosiones de energía mística. La maza mágicamente le permite sobrevivir a las condiciones adversas del espacio exterior, incluida su falta de oxígeno. La maza también se puede usar para rastrear varias fuentes de energía y tiene la capacidad de crear vórtices místicos para viajar de un lugar a otro.
- Las habilidades físicas de Thunderstrike se mejoran a niveles sobrehumanos, incluida su fuerza, velocidad, durabilidad, agilidad, reflejos y resistencia.

Como Thunderstrike, la apariencia de Masterson es idéntica a la de Thor, por lo tanto, su forma sobrehumana posee fisiología asgardiana. Si bien sus habilidades sobrehumanas eran significativamente superiores a las de la mayoría de los asgardianos, su fuerza, resistencia y durabilidad eran solo una fracción de las de Thor. Es un combatiente cuerpo a cuerpo formidable, y ha recibido entrenamiento de combate del Capitán América y Hércules.
Como Masterson, es un arquitecto altamente calificado, con una maestría en arquitectura. Es miope y usa lentes.

## Enemigos
En su serie cómica, Thunderstrike ha luchado contra una serie de enemigos:
- Hombre Absorbente - un supervillano que puede absorber las propiedades de cualquier cosa.[28]
- Bison - Billy Kitson es un exjugador de baloncesto cuya pierna se rompió cuando otro jugador lo hizo tropezar accidentalmente. Seth lo convirtió en el Bisonte como un toro para servirlo donde Seth lo restaurará a la normalidad y curará su pierna si su misión es un éxito.[29]
- Bloodaxe - un villano que luchó contra Thunderstrike en ocasiones.[22]
- Bristle - un sirviente de Tántalo que puede disparar plumas afiladas desde sus muñecas.[30]
- Juggernaut - el hermanastro del Profesor X que está facultado por la Gema del Cytorrak.[31]
- Khult - Un desviado del planeta Tebbel que es el yerno de Tántalo.[32]
- Loki - El dios nórdico de la travesura.[33]
- Mephisto - un demonio y enemigo de Thor y Ghost Rider que una vez manipuló Thunderstrike para robar las Manzanas Doradas de Idunn.[34]
- Mangosta - Una mangosta que fue experimentada por el Alto Evolucionador.[29]
- Pandara - un exprofesor de gimnasia que posee una caja que puede liberar demonios y drenar la energía de las personas.[35]
- Quicksand - una supervillana con poderes basados en arena.[29]
- Sangre - Julia Concepción es una policía que se convirtió en asesina después de que su hijo fue víctima de un crimen atroz.[36]
- Schizo - Un sirviente de Tántalo.[30]
- Seth - El dios egipcio del mal.[37]
- Stegron - Un supervillano con temática de Stegosaurus.[38]
- Tántalo - un desviado.[39]
  - Lucian - Un desviado e hijo de Tántalo.[30]
- Titania - una supervillana súper fuerte y la novia del Hombre Absorbente.[28]
- Whyteout - Stuart Anthony Whyte es un científico que desarrolló un sigilo especial que puede blanquear cualquier cosa a voluntad. Al parecer, fue asesinado por Bloodaxe.[40]

## En otros medios

### Televisión
- Thunderstrike (Eric Masterson) tiene un cameo sin voz en Avengers: Ultron Revolution. En el episodio "En el Futuro", él se opone contra Kang el Conquistador junto a Black Widow, Kate Bishop, Toni Ho y Joaquin Torres.[41]

### Videojuegos
- Thunderstrike hizo un cameo como personaje no jugable al final de Spider-Man and Venom: Maximum Carnage, con el resto de los Vengadores.
- Thunderstrike apareció como un personaje jugable en el juego de lucha arcade Avengers in Galactic Storm.
- Thunderstrike aparece como un personaje jugable en Lego Marvel Vengadores.